# Gegő Elek
Gegő Elek Nicephor OFM (Csíktaploca, 1805. március 25. – Pozsony, 1844. október 9.) egyházi szónok, etnográfus, történész, ferences szerzetes, a Magyar Tudományos Akadémia levelező tagja.

## Életútja
Földműves családban született, apja Gegő József, anyja Balázs Zsuzsanna.
A csíksomlyói iskolaévek után 1826-ban a Pozsony megyei Malackán lépett a ferencesek közé. Filozófiai és teológiai tanulmányait Székesfehérváron, Nagyszombatban és Pozsonyban végezte.
1829-ben szentelték pappá, 1831-ben Pozsonyban kezdte szónoki működését. Czuczor Gergely barátjaként és Széchenyi István híveként nyomon követte az országban zajló változásokat. Az 1832–36-os országgyűlés ideje alatt már Pesten működött. Hazafias szónoklatai miatt hírnevet szerzett, többször megintették, kiadott munkáit cenzúrázták. Matematikai, földrajzi munkákat fordított magyarra, melyből sajnos kevés maradt fenn.
1833-ban a pesti angolkisasszonyok intézetében kezdett magyar nyelvet, illetve magyar nyelven oktatni, és 1836-ig, moldvai útjáig ott is maradt. 
Perger János rendes tag Gegő Eleket levelező tagnak ajánlotta a Magyar Tudományos Akadémián 1834-ben, azonban egyetlen hiányzó szavazat miatt csak a következő esztendőben választották meg Eötvös Józsefhez hasonlóan. Az 1834-es esztendőben önként nyújtott be általa gyűjtött csíkszéki szavakat, melyek majd az 1838-ban megjelenő Tájszótárba kerültek bele. 
Az Akadémia támogatásával és kérdéseivel 1836-ban tette moldvai utazását, mely mindössze három hétig tartott, ám útja miatt a csángó nép és kultúra első tudományos igényű bemutatójaként, feldolgozójaként tartják számon. Sok segítséget kapott a Tatroson szolgáló Pap Sándor plébánostól, többek között az 1648-ból származó Bandulovics Márk bosnyák ferences, moldvai püspök egyházlátogatási jegyzőkönyveinek (Codex Bandinus) a felfedezését is neki köszönhetjük. Gyűjtőmunkája végeztével 1837 júniusában 124 lapnyi anyagot terjesztett az Akadémia elé.
Foglalkozott az egyházi nyelv magyarosításával, az elavult szavak gyűjtésével, az új szavak terjesztésével is. Modern pedagógiai elvei voltak, prédikációiban nemcsak a hit dolgairól tanított, hanem az emberi élet szinte minden területéről beszélt.
1837-ben szókimondása és reakciósnak minősített tevékenységei miatt a Habsburg-barát egyházi vezetés Pestről Szombathelyre helyezte. Szombathelyen főleg történelmi tárgyú írásai jelentek meg, valamint elkezdett törökül tanulni egy később tervezett úthoz.
1844-ben kilépett a ferences rendből, és veszprémi egyházmegyés pap lett. Zichy Félix (Bódog) gróf udvari káplánjaként torokgyíkban halt meg.

## Munkái
- Ode, honoribus A. V. P. Pantaleonis Golessény, ord. min... dum divo patrono sacram recoleret diem a Sz. Theol. III. in annum Studentibus reverenter oblata. Tyrnaviae, 1830
- Tisztelet-koszorú, melyet ft. Frantsits Sigmond, Wagner Kap. János és Golessény Pantaleo ő atyaságoknak, sz. Ferencz rendén a Máriáról neveztetett magyarországi szerzetes társaság nevez: méltó előkelőinek... mély tisztelettel ajánltak a nagy-szombati szerz. nevendékek. Pozsony, 1830 (költemény)
- Versáldozat, melyet ft. Wagner Kapistr. Jánosnak neve napján a tisztelet oltárára bemutattak a szent Ferencz rendén Máriától neveztetett társadalomban lévő posonyi szerzetes nevendékek. Mind-szent-hava 23. 1830. Pozsony
- Lantos dal, melyet tiszt. Chrenko Márton és Kreiner Fülöp ő atyaságoknak... ajánltak a hiv tanitványok második próbatételek után. Pozsony
- Lantos versek, melyekkel főm. s ft. négyesi báró Szepesy Ignácz ő exc.... midőn az ország gyülése alkalmatosságával Pozsonyba érkezni méltóztatnék, megtiszteltetett a sz. Ferencz szerz. pozsonyi Marian: Klastrom növendékei által. Pozsony
- Sohajtás és ohajtás nagyon tisztelendő Horváth Leopoldnak, szent Ferencz rend Máriától nevezett társadalmi és főkormányzói érdemes titoknoknak diszes nevenapjára tiszteletül ajánlva 1830. Pozsonyban... A pozsonyi szerzetes növendékek. Pozsony (költemény)
- A ker. hitvallásnak hatása a) az egyes emberre, b) a társas életre. Pozsony, 1830 (egyházi beszédek)
- Értekezés a moldvai magyarokról. Pozsony, 1831
- Erkölcsi beszédek, az egyházi év minden vasárnapjaira. Pest, 1832-36, négy kötet
- Ünnepi beszédek 1832-36. Pest
- Próbatételekre alkalmazott köszöntő és köszönő beszédek. Az angol szüzek intézete számára. Pest, 1832
- A keresztény vallás boldogítója az egyes embernek s a köztársaságnak. Hirdette... kisasszony hava 2. 1832
- Nagys. és ft. D. K. kanonok urnak... jótevőségéből. Pozsony, 1832
- Magyarország története. A pesti angol szüzek intézetének számára. Pest, 1833-34
- Nyelvtudomány (magyar). Pest, 1834
- Magyar Ország rövid földleirása, gyermekek oktatására. Egy a vármegyék nagyságát, népességét, oskolaintézeteit, az ország városait, legjelesebb mezővárosait, klastromok számát tárgyazó, időssebbeket illető négyszeres függelékkel. Szerzette Albach J. S. Assisi sz. Ferencz szerzetebeli áldozó pap. Németből ford. Pest, 1834 Online
- A piros tojások. Pest, 1834
- Egyházi beszédek. Pest, 1834
- Szent hangok. Imádságok kathol. keresztények számára. Ford. G. N. Kassa, 1834
- Főt. Wagner Kap. János atyának a sz. Ferencz rendi Máriáról nevezett társaság érdemes kormányzójának. Midőn szerzetes fiait hivatalosan látogatná pesti megtisztelése Gegő által. Pest, 1835 (költemény)
- Uj évi egyházi beszéd. Pest, 1835
- Önigazolás. Pest, 1835
- Ferencz császár áldott hamvaira márcz. utolsó napjaiban 1835. eszt. tartatott engesztelő áldozatok alkalmával irt versek. Pest, 1835
- Az erkölcs országának kisérteteiről. Pest, 1835 (hét bőjti egyházi beszéd)
- Tekintetes Sceber Károly urnak, sz. kir. Pest városa nagy érdemű polgármesterének, s a helybeli nemzeti oskolák kormányzójának, midőn az ausztriai cs. Leopoldrend kis keresztjével megtiszteltetnék, öröm érzetül a sz. Ferenczrendi pesti szerzetesek. Májusban 1836 (költemény)
- A napkeleti epemirigy dulásakor égbeliek oltalma alá folyamodó kereszténynek rövid ájtatossága. Csík-Somlyó, 1836
- A haldokló legszentebb emberbarát 7 igéiről. Pest, 1836 (hét bőjti prédikáció)
- Rövid mathematikai, physicai és politikai földleírás. Albach Sztaniszló után ford. Pest, 1837
- Elavult szavak gyűjteménye. Pázmány- és Káldy munkáiból....
- A pesti magyarosodás lassú haladtának egyik főokáról...
- A moldvai magyar telepek... A m. tud. académia elibe terjesztve... két toldalékkal a moldvai püspökségekről, a bukovinai magyar telepekről s a moldvai cath. egyház két század előtti állapotjáról. Moldvaország abroszával. Buda, 1838 (ism. Figyelmező 47. sz.) REAL-EOD
- Az egyenes lelkű hivatalviselő charactervonásai, szivbélyegei, b. e. Sz. M. kolozsvári pap után közli... Kőszeg (1838. nyomatott 4000 példányban)
- Néhai mélt. Szentgyörgyi Horváth Nep. János ur, ő csász. apost. felsége aranykulcsos hive, és több megye táblabirája, emlékszobrának, «Nagy ember, jó hazafi, jámbor keresztény», felirata. Melyet a Szentgyörgyi egyházban 1841. júl. hirdetett. Pest, 1841

Ezeken kívül még vagy 15 alkalmi költeménye jelent meg, melyeknek czimeit életirója, Farkas Szeraphin nem ismerte.
Kéziratban: Népoktató és Photius c. drámája maradt. Levelei Horváth Istvánhoz, Pest, aug. 23. és 1835. júl. 22. (a Magyar Nemzeti Múzeum kézirattárában.)

## További információ
- Gyászbeszéd Gegő Elek felett. In: Toldy Ferenc irodalmi beszédei. Kiadta Bajza. Pozsony, 1847. 110-115. old. Online
- Mátai Mária: Gegő Elek. A múlt magyar tudósai. Akadémiai Kiadó, Budapest, 1990.